# Sant Roc d'Alins
Sant Roc d'Alins era una capella de la vila d'Alins, en el terme municipal del mateix nom, a la comarca del Pallars Sobirà.
Està situada en el centre de la població. Actualment serveix de magatzem.